# نزوگوریونین
نزوگوریونین (به ژاپنی: 禰󠄀津御寮人 ねづごりょうにん)، ساتومی (زمان حیات مرگ نامشخص– تولد ۱۵۲۷ میلادی) یک زن در دوره سنگوکو همسر غیراصلی (سوکوشیتسو) تاکدا شینگن بود. پسر او تاکدا نوبوکیو ششمین پسر تاکدا شینگن بود.